# Brian Schlitter
Pour les articles homonymes, voir Schlitter (homonymie).
Brian Patrick Schlitter (né le 21 décembre 1985 à Oak Park, Illinois, États-Unis) est un lanceur de relève droitier des Rockies du Colorado de la Ligue majeure de baseball.

## Carrière
Après des études secondaires à la Maine South High School de Park Ridge (Illinois) où il joue pendant quatre ans au football américain, basket-ball et baseball, Brian Schlitter est repêché le 7 juin 2005 par les Angels de Los Angeles d'Anaheim au 34e tour de sélection. Il repousse l'offre et poursuit des études supérieures au Lake City Community College, où il joue deux ans comme lanceur partant, puis au College of Charleston en 2007, où il évolue dans un rôle de releveur.  
Schlitter rejoint les rangs profressionnel à la suite de la draft du 7 juin 2007 au cours de laquelle il est sélectionné par les Phillies de Philadelphie au 16e tour. Il signe son premier contrat professionnel le 9 juin 2007. 
Encore joueur de Ligues mineures, il est transféré chez les Cubs de Chicago le 7 août 2008 en retour de Scott Eyre.
Schlitter fait ses débuts dans les majeures le 28 juin 2010 dans un match des Cubs contre les Pirates de Pittsburgh. Il apparaît dans sept parties avec les Cubs durant la saison, encaissant la défaite à sa seule décision. 
En janvier 2011, il est réclamé au ballottage par les Yankees de New York. Les Phillies de Philadelphie le rapatrient alors le 15 février lorsqu'ils le réclament à leur tour au ballottage. Le transfert aux Phillies est par la suite invalidé par le bureau du commissaire, qui ordonne le 18 avril 2011 que Schlitter soit retourné aux Cubs, sous prétexte qu'il était déjà blessé au coude au mpment de changer d'équipe, sans que Philadelphie ne le sache. La blessure coûte toute la saison à Schlitter, qui ne joue pas avant 2012. Il effectue alors son retour, mais dans les ligues mineures, où il évolue deux années complètes. Il revient finalement dans les majeures le 2 avril 2014 avec les Cubs. Il dispute 61 matchs des Cubs en 2014 et lance 56 manches et un tiers en relève. Il maintient une moyenne de points mérités de 4,15 avec deux victoires et trois défaites. Le lanceur de 28 ans remporte sa première victoire dans les majeures le 3 mai 2014 contre les Cardinals de Saint-Louis. En 2015, il ne joue que 10 parties des Cubs.
Il rejoint les Rockies du Colorado le 18 novembre 2015.

## Statistiques
| Saison | Équipe       | G | GS | CG | SHO | V | D | SV | IP  | SO | ERA   |
| ------ | ------------ | - | -- | -- | --- | - | - | -- | --- | -- | ----- |
| 2010   | Chicago Cubs | 7 | 0  | 0  | 0   | 0 | 1 | 0  | 8.0 | 7  | 12,38 |
| Totaux | Totaux       | 7 | 0  | 0  | 0   | 0 | 1 | 0  | 8.0 | 7  | 12,38 |

Note : G = Matches joués ; GS = Matches comme lanceur partant ; CG = Matches complets ; SHO = Blanchissages ; 
V = Victoires ; D = Défaites ; SV = Sauvetages ; IP = Manches lancées ; SO = Retraits sur des prises ; ERA = Moyenne de points mérités.